# Silverstein (band)

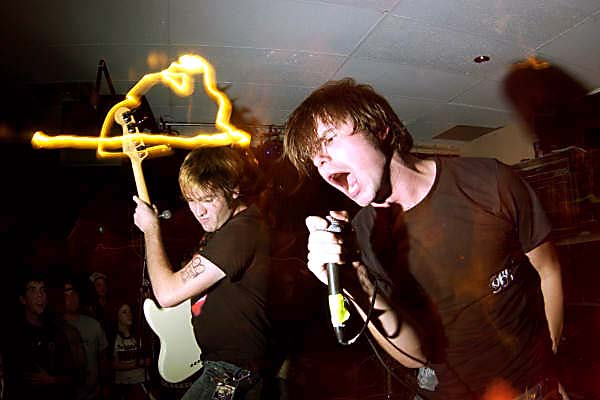
Silverstein

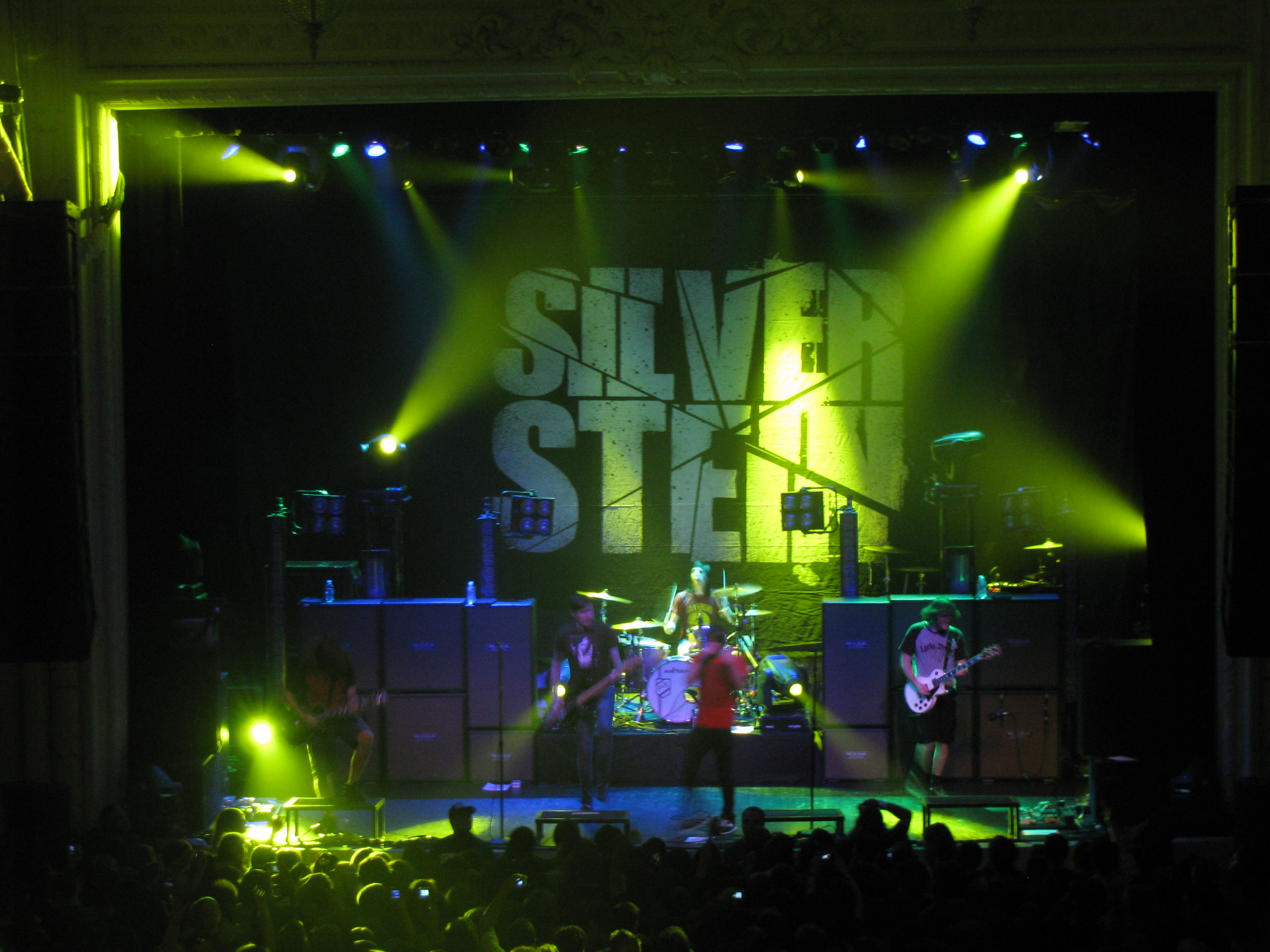
Silverstein 2008

Silverstein is een Canadese post-hardcore band, gevormd in 2000 in Burlington, Ontario. Hun naam hebben ze van de wereldberoemde kinderauteur Shel Silverstein.
Silverstein heeft lange tijd onder contract gestaan bij Victory Records, maar zit sinds 2011 bij Hopeless Records.

## Recente toeren
In 2005 speelde de band op de Never Sleep Again tour met Aiden, Hawthorne Heights en Bayside (op deze tournee is Bayside's drummer John Holohan overleden bij een ongeluk). In januari en februari 2006, gingen ze op tournee met Simple Plan in Europa. Daarna zetten ze hun tournee verder in Canada met Taste of Chaos Tour, die ook doorging in Europa (inclusief België), Japan, en Australië.
De band speelde in 2006 op Vans Warped Tour.
In 2006, was Silverstein genomineerd voor een Juno Award in de categorie "Beste Nieuwe Band", die uiteindelijk door Bedouin Soundclash werd gewonnen.
In de herfst van 2006 waren ze de headliner van The Never Shave Again Tour, weer met Aiden, It Dies Today, en He Is Legend.

## Bezetting
Huidige leden
- Josh Bradford – gitaar (2000–...)
- Billy Hamilton – basgitaar, backing vocals (2000–...)
- Paul Koehler – drums, percussie (2000–...)
- Shane Told – zang (2000–....)
- Paul Marc Rousseau – gitaar (2012–...)

Vroegere leden
- Neil Boshart – gitaar (2001–2012)
- Richard McWalter – gitaar (2000–2001)

## Discografie
Albums:
- When Broken Is Easily Fixed (20 mei 2003)
- Discovering The Waterfront (16 augustus 2005)
- Arrivals And Departures (3 juli 2007)
- A Shipwreck in the Sand (31 maart 2009)
- Rescue (26 april 2011)
- This Is how The Wind Shifts (5 februari 2013) (USA)
- I Am Alive In Everything I Touch (19 mei 2015)
- Dead Reflection (14 juli 2017)

Ep's:
- Summer's Stellar Gaze (29 augustus 2000)
- When The Shadows Beam (26 april 2002)
- Transitions (7 december 2010)